# Axel Gedaschko
Axel Gedaschko (* 20. September 1959 in Hamburg) ist ein ehemaliger deutscher Politiker (CDU). Er war von Mai 2008 bis August 2010 Wirtschaftssenator und Präses der Behörde für Wirtschaft und Arbeit in der Freien und Hansestadt Hamburg. 
Seit 2011 ist er Präsident des GdW – Bundesverbandes der deutschen Wohnungs- und Immobilienunternehmen und vertritt damit rund 3000 Wohnungsunternehmen und -genossenschaften in Deutschland.

## Ausbildung und Beruf
Nach dem Abitur 1980 in Buchholz in der Nordheide war Gedaschko zwei Jahre Soldat auf Zeit der Bundeswehr in Hamburg-Neugraben-Fischbek. Er studierte Rechtswissenschaft an den Universitäten Hamburg und Göttingen. 1988 machte er das Erste Staatsexamen mit den Schwerpunkten Verwaltungsrecht und Verwaltungslehre. Nach dem Referendariat im Bezirk des Oberlandesgerichts Celle legte er 1992 das Zweite Juristische Staatsexamen ab.
Von 1993 bis 2000 war er als juristischer Dezernent im Dienst des Landes Niedersachsen tätig. Bei der Bezirksregierung Lüneburg war er u. a. für Personalmanagement, Katastrophenschutz und Kommunalaufsicht zuständig und im Bereich Verwaltungsreform mit der Einführung betriebswirtschaftlicher Steuerungsinstrumente beauftragt. Auch machte er eine einjährige Kommunalpraxis bei der Gemeinde Seevetal als Leiter des Referates Umweltschutz und Entwicklungsplanung.
Seit dem 1. Februar 2011 ist er Präsident des GdW Bundesverband deutscher Wohnungs- und Immobilienunternehmen. In ehren- bzw. nebenamtlicher Tätigkeit ist er unter anderem Vorsitzender des Verwaltungsrates der Deutschen Entwicklungshilfe für soziales Wohnungs- und Siedlungswesen; Vorsitzender des Kuratoriums des Europäischen Bildungszentrums der Wohnungs- und Immobilienwirtschaft; und Mitglied des Hochschulrates der EBZ. 

## Familie
Gedaschko ist verheiratet und Vater zweier Kinder.

## Politik
Gedaschko ist mit 16 Jahren in die Junge Union und mit 21 Jahren in die CDU eingetreten. 

## Öffentliche Ämter
Im November 2000 wurde Gedaschko zum Ersten Kreisrat des Landkreises Harburg gewählt. 2003 wurde er in direkter Wahl bei drei Gegenkandidaten mit 65,8 % der Stimmen im ersten Wahlgang Landrat des Landkreises Harburg. Das Amt hatte er bis 2006 inne, als er durch den Ersten Bürgermeister Ole von Beust zum Staatsrat in der Behörde für Stadtentwicklung und Umwelt berufen wurde.
Im Januar 2007 wurde Gedaschko als Nachfolger von Michael Freytag, der das Finanzressort übernahm, selbst Senator und Präses der Behörde für Stadtentwicklung und Umwelt. In der ersten schwarz-grünen Landesregierung der Bundesrepublik Deutschland ging dieses Ressort am 7. Mai 2008 an Anja Hajduk (GAL), während Gedaschko als Nachfolger von Gunnar Uldall Präses der Behörde für Wirtschaft und Arbeit wurde.
Mit der Wahl Christoph Ahlhaus’ zum neuen Ersten Bürgermeister Hamburgs am 25. August 2010 schied Gedaschko auf eigenen Wunsch, wie bereits im Juli angekündigt, aus dem Amt.

## Schriften
- Gaus/Gedaschko/Raab: Verwaltungsrecht für Praxis und Referendariat. 6. Auflage, Lüneburg 2005.

## Auszeichnungen
- 2005 Initiativpreis Deutsche Sprache, ein Teilpreis des Kulturpreises Deutsche Sprache
- 2008 ePolitician Award der Organisation ICELE[5]
- 2013 Immobilienkopf des Jahres 2012/2013, verliehen durch die Zeitschrift Immobilienwirtschaft nach Wahl durch Fachjournalisten.